# Novăcești, Alba
Novăcești este un sat în comuna Bistra din județul Alba, Transilvania, România.